# Rune Gustafsson (atlet)
Rune Gustafsson (1. prosince 1919 – 25. června 2011) byl švédský atlet, běžec, který se věnoval středním tratím, mistr Evropy v běhu na 800 metrů z roku 1946.
Zvítězil časem 1:51,0 v běhu na 800 metrů na mistrovství Evropy v Oslo v roce 1946. Ve stejném roce vytvořil světový rekord v běhu na 1000 metrů časem 2:21,4 (rekord byl překonán až v roce 1952).